# Кузнецов, Дмитрий Вадимович
Дмитрий Вадимович Кузнецов  (род. 5 марта 1975, Москва) — российский политический деятель, депутат Государственной думы Федерального собрания Российской Федерации VIII созыва (с 2021 года).

## Биография
Дмитрий Кузнецов родился 5 марта 1975 года в Москве.
В 1997 году окончил биологический факультет Московского государственного университета им. М. В. Ломоносова.
В 1997—2001 годах продюсер Московского дворца молодежи и продюсерского центра «Медиастар». Позднее работал в сфере маркетинговых коммуникаций
Учредитель и соорганизатор проектов в сфере культуры «Градозащитная мастерская и творческое пространство „Есенин-центр“», фестиваля «Русское лето», литературной мастерской Захара Прилепина, фестиваля искусств «Тарская крепость», фестиваля «Традиция».
С июня 2019 года — координатор проекта «Добровольцы культуры» Общероссийского народного фронта. С октября 2020 года — руководитель общественной инициативы «Культурный фронт». Учредитель антипремии за вклад в разрушение культурного наследия «Бандерлоги наследия», секретарь рабочей группы по расследованию «антироссийской деятельности в сфере культуры».
27 октября 2021 года получил удостоверение депутата Государственной Думы VIII созыва. Кузнецов занял во фракции место Захара Прилепина, который отказался от мандата депутата Госдумы.
В августе 2022 года вынудил директора Большого театра Владимира Урина убрать Александра Молочникова из постановки двух опер «до выяснения позиции» Молочникова по поводу войны на Украине.

### Санкции
Из-за поддержки российско-украинской войны — под санкциями 27 стран ЕС, Великобритании, США, Канады, Швейцарии, Австралии, Японии, Украины, Новой Зеландии.
23 февраля 2022 года внесён в санкционные списки стран Евросоюза за действия и политику, которые подрывают территориальную целостность, суверенитет и независимость Украины и ещё больше дестабилизируют Украину.
24 февраля 2022 года включён в санкционный список Канады «близких соратников режима» за голосование о признании независимости «так называемых республик в Донецке и Луганске».
24 марта 2022 года, на фоне вторжения России на Украину, включён в санкционный список США за «соучастие в войне Путина» и «поддержку усилий Кремля по вторжению на Украину», Госдеп США заявил что депутаты Госдумы используют свои полномочия для преследования инакомыслящих и политических оппонентов, нарушают свободу информации, ограничивают права человека и основные свободы граждан России.

## Общественная и политическая деятельность
В 2022 году руководитель Евразийской программы культурной интеграции МОСТ.
Глава Секретариата Премии БРИКС по литературе
В 2022 году, на фоне вторжения России на Украину, возглавил федеральный штаб Захара Прилепина с требованием «самоочищения страны» Проводил депутатский контроль социально-значимых объектов, а также инициировал уголовное преследование чиновников. Помощником у него был Владлен Татарский.
Деятельность в области культуры
В августе 2022 года выступил организатором депутатской Группы по Расследованию Антироссийской Деятельности в культуре (ГРАД). Целью работы Группы было заявлено "освобождение искусства от либеральной цензуры" и "недопущение до государственных денег, тех, кто не поддерживает Россию и выступает против страны". Кузнецов написал доносы на ряд деятелей культуры, а также на солиста группы Сплин Александра Васильева с призывом запретить концерты группы, после того как Васильев выступил на концерте с речью в поддержку уехавших из страны рок-исполнителей. Вместе с Анной Юрьевной Кузнецовой выступил инициатором создания премии военной прозы и публицистики имени Максима Фомина
Правозащитная деятельность и поддержка военнослужащих и членов их семей
В ноябре 2022 года создал программу «Депутатский мониторинг региональной помощи мобилизованным» и "Координационный штаб помощи мобилизованным и их семьям". Сутью программы являлось отслеживание ситуации с поддержкой призванных россиян со стороны региональных властей, а также содействие в решении других проблем: выплатам региональным и по ранению, по прохождению воинской службы, оформлению документов, оказанию необходимой медицинской помощи и другие. За время работы Координационный штаб помощи мобилизованным получил более 20000 обращений, а общее количество получивших помощь военнослужащих и членов их семей составило более 50 тысяч человек. В декабре 2022 года перешел из Комитете по культуре в Комитет по обороне Государственной Думы РФ. В феврале 2023 года на площадке Комитета инициировал создание «Центра поддержки оборонных инноваций», который содействовал разработкам средств антидронной защиты.
Позиция в отношении семейной политики
Выступает в защиту прав отцов на участие в воспитании детей. Внес законопроект о конкретизации "интересов ребенка" на основе традиционных духовно-нравственных ценностях, одновременно с исключением из закона положения об обязательном учете мнения ребенка , законопроекты о обязанности суда решать вопрос о порядке общения детей до 18 лет с родителем, который будет проживать отдельно, на стадии развода и о продлении срока привлечения к ответственности за нарушения порядка общения с ребенком. Стал соавтором законопроекта о совместном воспитании детей после развода.
Вместе с писателем Захаром Прилепиным и генерал-майором Апти Алаудиновым инициировал создание "Академии дружбы народов Ахмат" для воспитания молодежи".
Гуманитарная и другая деятельность в международной сфере
14 февраля 2023 года инициировал создание «Координационного штаба помощи переселенцам из стран НАТО».
Весной 2023 года совместно с офисом украинского омбудсмена приступил к взаимной проверке условия содержания пленных и обратился к Президенту Российской Федерации, а также к главе российской делегации на переговорах в Стамбуле Владимиру Мединскому с просьбой оказать содействие в вопросе обмена гражданских пленных, находящихся на территории Украиныи приступил к формированию верифицированных списков политзаключенных.
В мае 2023 года Кузнецов обратился к премьер-министру России Михаилу Мишустину с предложением дать шанс «иноагентам» раскаяться. По его словам, статус «иноагента» можно будет снять с тех, кто согласится передать деньги на нужды мобилизованных или окажет им иную помощь.
В ноябре 2023 году выступил с предложением к парламентариям-христианам из разных стран объединиться для защиты традиционных ценностей и миротворческих усилий по всему миру и принял участие в деятельности оргкомитета "Всемирной Христианской ассоциации парламентариев". В декабре 2023 года перешел в Комитет по международным делам После перехода в Комитет внес законопроекты о предоставлении вида на жительства иностранным гражданам, подвергающимся преследованиям за пророссийскую позицию,, о репатриации иностранцев - представителей коренных народов РФ и о уточнении правового понятия "соотечественник".
Вместе с парламентариями и общественными деятелями из Европы, России, Латинской Америки и Африки создал «Комиссию по ценностному гуманитарному сотрудничеству и межрелигиозному диалогу BRICS+» для международного взаимодействия на основе общих духовно-нравственных ценностей. В рамках работы Комиссии и оргкомитета Всемирной Христианской ассоциации парламентариев организовал гуманитарные медицинские миссии для помощи детям-беженцам, перемещенным лицам и нуждающимся в странах Африки. и стал куратором гуманитарной программы "Волонтеры Мира". Вместе с участниками Всемирной Христианской ассоциации парламентариев организовал в Москве Форум БРИКС "Традиционные ценности" и предложил создать Совет по обмену опытом в сфере защиты и поддержания традиционных и духовно-нравственных ценностей с участием представителей стран БРИКС

## Награды
- Почётный знак ЛНР «За гуманитарную помощь» (октябрь 2022) — за гуманитарную помощь народу Луганской Народной Республики[91]